# 동해종합경기장
동해종합경기장(東海綜合競技場, Donghae Stadium)은 대한민국 강원특별자치도 동해시에 있는 스포츠 시설이다. 천연잔디 필드와 몬도트랙이 갖춰진 경기장이며, 1993년 6월에 준공되었다. 동해웰빙레포츠타운의 주요 시설 중 하나이다.

## 참고 문헌
- “동해종합경기장”. 동해시시설관리공단. 2015년 2월 10일에 원본 문서에서 보존된 문서. 2020년 8월 13일에 확인함.
- 《2019년 전국 공공체육시설 현황 (2018년말 기준)》. 대한민국 문화체육관광부. 2020.
- 《2020년 전국 공공체육시설 현황 (2019년말 기준)》. 대한민국 문화체육관광부. 2021.
- 《2023 전국 공공체육시설 현황 (2022년 12월말 기준)》. 대한민국 문화체육관광부. 2024.

## 같이 보기
- 동해웰빙레포츠타운
- 동해웰빙레포츠타운 보조경기장